# Cladocarp mos

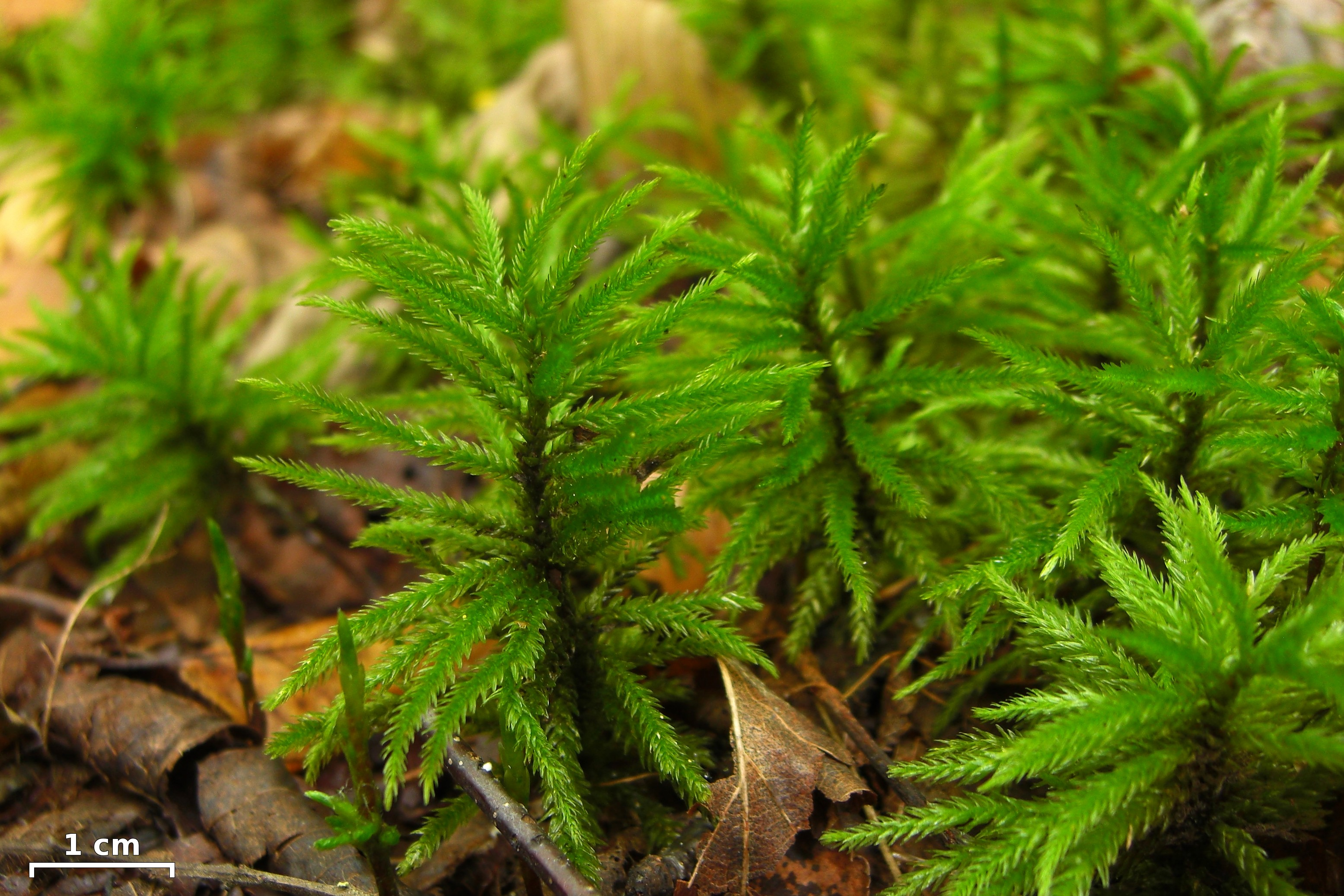
Boompjesmos (Climacium dendroides).

Cladocarpe mossen zijn een groep van (blad)mossen, die worden onderscheiden op grond van de algehele vertakkingswijze, de bouw van de plant met stengels en zijtakken en de plaats van de vrouwelijke voorplantingsstructuren en van de sporenkapsels. 
Cladocarpe mossen zijn bladmossen waarbij de vrouwelijke voorplantingsstructuren (archegonia) en de sporenkapsels op langere, meestal opstijgende zijtakken aan een hoofdstengel staan.
Voorbeelden van cladocarpe mossen zijn boompjesmos (Climacium dendroides) en soorten van Hypnodendron.
Hoewel cladocarpe mossen in hun habitus meestal op slaapmossen (pleurocarpe mossen) lijken, zijn er ook cladocarpe mossen die in hun vertakkingswijze meer op topkapselmossen (acrocarpe mossen) lijken. De cladocarpe mossen worden soms als een aparte groep van slaapmossen gezien, die echter de vrouwelijke voorplantingsstructuren en de sporenkapsels op korte takjes hebben. De topkapselmossen hebben de vrouwelijke voorplantingsstructuren en de sporenkapsels aan het uiteinde van de takken